# هيروشي نوكتشي
هيروشي نوگُتشي (باليابانية: 野口 裕司) (25 فبراير 1972 في إيباراكي في اليابان – )؛ هو لاعب كرة قدم ياباني سابق كان يلعب كمدافع.

## روابط خارجية
- هيروشي نوكتشي على موقع رابطة كرة القدم اليابانية للمحترفين (اليابانية)
- هيروشي نوكتشي على موقع قاعدة بيانات كرة القدم.إي يو (الإنجليزية)
- هيروشي نوكتشي على موقع عالم كرة القدم.نت (الإنجليزية)